# Grammitis firma
Grammitis firma là một loài dương xỉ trong họ Polypodiaceae. Loài này được J. Sm. C.V. Morton mô tả khoa học đầu tiên năm 1967.